# ISO 9003
La norme ISO 9003 faisait partie de la série des normes ISO 9000. Elle s'intitulait : « Système  qualité-Modèle pour l'assurance de la qualité en contrôle et essais finals ».

## Objet de la norme
Elle était destinée aux entreprises qui voulaient mettre en place un système d'assurance qualité pour le contrôle et les essais effectués en fin de production. Bien que reprenant une partie de leurs exigences, elle est différente des normes ISO 9001 et ISO 9002 qui décrivaient un système de production couvrant la totalité de l'organisation de l'entreprise (la norme ISO 9002 excluait les activités de conception). L'entreprise pouvait faire certifier son organisation par un organisme tierce partie. Contrairement aux deux autres normes, elle n'a été que peu mise en place par les entreprises.

## Les différentes versions
La norme ISO 9003 a fait l'objet de deux versions. Ces deux versions ont été publiées par l'Organisation internationale de normalisation  (ISO) en 1987 et en 1994.
Elle a été annulée lors de la publication de la version 2000 de la norme ISO 9001.

## Comparaison avec la norme ISO 9001
Cette comparaison est faite pour les versions 1994 des deux normes.
Note : La norme ISO 9001 version 2000 a une structure et des exigences très différentes.
| Paragraphes                                                             | ISO 9003:1994 | Commentaires et comparaison avec la norme ISO 9001:1994 |
| ----------------------------------------------------------------------- | --- | --- |
| 1. Domaine d'application                                                | Le domaine d'application ne couvre que les contrôles et essais en fin de fabrication. La norme précise : ...à utiliser lorsque le contrat exige que soit démontré l'aptitude du fournisseur à détecter toute non-conformité du produit... pendant les contrôles et essais finaux.                            | La norme ISO 9001 couvre l'ensemble du système de l'entreprise |
| 2. Référence normative                                                  | - | Pas de différence avec la norme ISO 9001 |
| 3. Définition                                                           | - | Pas de différence avec la norme ISO 9001 |
| 4. Exigences en matière de système qualité                              | | |
| 4.1. Responsabilité de la direction                                     | | |
| 4.1.1. Politique qualité                                                | Pas de différence mais dans la norme ISO 9003, ce paragraphe ne concerne que les contrôles et essais finaux | Les deux normes demandent de rédiger une politique qualité en définissant des objectifs. Cette politique doit être connue de tous les membres de l'entreprise. |
| 4.1.2.Organisation                                                      | | |
| 4.1.2.1. Responsabilité et autorité                                     | La norme ISO 9003, ne demande de définir les responsabilités que des personnes impliquées dans les contrôles et essais finals. | Les deux normes demandent de décrire par écrit les responsabilités et l'autorité des personnes ayant un pouvoir de décision dans le cadre de leurs domaines d'application respectifs |
| 4.1.2.2. Moyens                                                         | Dans la norme ISO 9003, ce paragraphe ne concerne que les contrôles et essais finals | La norme demande d'allouer les moyens nécessaires à la mise en place et au fonctionnement du système qualité |
| 4.1.2.3. Représentant de la direction                                   | Pas de différence mais implicitement, le représentant de la direction n'a de responsabilité que dans le cadre du domaine d'application de la norme. | Une personne doit être nommément désignée pour avoir la responsabilité du système qualité. |
| 4.1.3. Revue de direction                                               | Pas de différence, mais implicitement, ce paragraphe ne concerne que le domaine d'application de la norme ISO 9003 | Une revue formelle du système qualité doit être effectuée à des intervalles réguliers par la direction de l'entreprise. Clé de voûte du système, ce paragraphe a été au début de la mise en place des systèmes d'assurance qualité mal compris et mal appliqué. |
| 4.2. Système qualité                                                    | Dans la norme ISO 9003, ce paragraphe ne concerne que les contrôles et essais finals | L'entreprise doit consigner par écrit un manuel qualité et un certain nombre de procédures |
| 4.3.Revue de contrat                                                    | Dans la norme ISO 9003, ce paragraphe ne concerne que les contrôles et essais finals | L'entreprise, lors de l'établissement d'un devis et de la réception d'une commande ou d'un contrat, doit s'assurer qu'elle comprend et répond à toutes les exigences du client. Il faut prendre en compte les exigences même parfois non exprimées comme certaines exigences réglementaires ou législatives. |
| 4.4.Maîtrise de la conception                                           | Paragraphe absent de la norme ISO 9003, mais la numérotation est conservée afin de garder le parallèle avec la structure de la norme ISO 9001. | Ce paragraphe n'existe que dans la norme ISO 9001 (il est absent de la norme ISO 9002). |
| 4.5.Maîtrise des documents et des données                               | Dans la norme ISO 9003, ce paragraphe ne concerne que les contrôles et essais finals et les exigences associées, comme la revue de contrat ou la revue de direction. | L'entreprise doit maîtriser l'émission des documents écrits ou informatiques en prévoyant des procédures d'approbation, d'enregistrement, de diffusion et de modification |
| 4.6.Achats                                                              | Paragraphe absent de la norme ISO 9003, mais la numérotation est conservée afin de garder le parallèle avec la structure de la norme ISO 9001. | - |
| 4.7.Maîtrise du produit fourni par le client                            | Dans la norme ISO 9003, ce paragraphe ne concerne que les contrôles et essais finals | Ce paragraphe concerne les produits qui ne sont pas achetés par l'entreprise elle-même mais par le client. L'entreprise doit maîtriser le stockage et le traitement de produits fournis à des fins de transformation ou de traitement par le client. Ce paragraphe souvent inutile pour de nombreuses entreprises était en revanche extrêmement important pour des entreprises de traitement à façon (exemple : traitement de surface). |
| 4.8. Identification et traçabilité du produit                           | Dans la norme ISO 9003, ce paragraphe ne concerne que les contrôles et essais finals | l'entreprise doit conserver un certain nombre d'informations permettant de connaître la provenance des matières premières et les résultats de contrôles effectués pour vérifier la conformité. |
| 4.9.Maîtrise des processus                                              | Paragraphe absent de la norme ISO 9003, mais la numérotation est conservée afin de garder le parallèle avec la structure de la norme ISO 9001. | - |
| 4.10.Contrôle et essais                                                 | | |
| 4.10.1.Généralités                                                      | Dans la norme ISO 9003, ce paragraphe ne concerne que les contrôles et essais finals | L'entreprise doit écrire les procédures et modalité de contrôle, de mesure et d'essais. Les procédures doivent être écrites. |
| 4.10.2.Contrôle et essais à la réception                                | Paragraphe absent de la norme ISO 9003 | - |
| 4.10.3.Contrôles en cours de réalisation                                | Paragraphe absent de la norme ISO 9003 | - |
| 4.10.4.Contrôles et essais finals                                       | Paragraphe fondamental de la norme ISO 9003, il est cependant moins développé que les paragraphes correspondant des normes ISO 9002 et 9001. Il n'inclut pas les contrôles et essais effectués à réception et en cours de fabrication pour s'assurer de la conformité du produit. Il porte le numéro 4.10.2. | L'entreprise doit effectuer l'ensemble des contrôles et essais afin de s'assurer de la conformité du produits au contrat et à d'éventuelles exigences réglementaires. |
| 4.10.5. Enregistrements des contrôles et essais                         | Dans la norme ISO 9003, ce paragraphe ne concerne que les contrôles et essais finals | L'entreprise doit conserver les résultats des contrôles et essais. |
| 4.11. Maîtrise des équipements de contrôle, de mesure et d'essai        | Dans la norme ISO 9003, ce paragraphe ne concerne que les appareils utilisés pour les contrôles et essais finaux | L'entreprise doit vérifier, étalonner les appareils de contrôle, de mesure et d'essai afin de s'assurer qu'ils fournissent une information exacte. Les preuves de ces vérifications et étalonnages doivent être conservées pour prouver la conformité des produits vérifiés et contrôlés à l'aide de ces appareils. |
| 4.12. État des contrôles et essais                                      | Dans la norme ISO 9003, ce paragraphe ne concerne que les contrôles et essais finals (excluant donc les essais à réception et les essais en cours de fabrication). | Il doit être possible de s'assurer que le produit a bien été contrôlé (par des poinçons, enregistrement, fiche suiveuse etc). |
| 4.13. Maîtrise du produit non conforme                                  | Le paragraphe est simplifié par rapport aux deux autres normes. La norme ISO 9003 ne prévoit pas la rédaction d'une procédure écrite sur ce point, contrairement aux deux autres normes (ISO 9001 et 9002).                                                                                                  | L'entreprise doit prévoir des procédures afin de retirer les produits non conformes et d"empêcher le mélange avec les produits conformes. |
| 4.14. Actions correctives et préventives                                | Le paragraphe est simplifié par rapport aux deux autres normes. Il ne prévoit que les actions correctives et n'impose pas la mise en place d'action préventive. | L'entreprise doit mener des actions visant à éviter la répétition (action corrective) et l'apparition (action préventive) d'une non-conformité. |
| 4.15. Manutention, stockage, conditionnement, préservation et livraison | La norme ISO 9003 ne demande des procédures dans le cadre de se paragraphe que pour les produits après contrôle final. | L'entreprise doit prévoir des procédures pour maîtriser la protection des produits pendant les phases de stockage et de livraison |
| 4.16. Maîtrise des enregistrements relatifs à la qualité                | Disposition simplifié dans le cas de la norme ISO 9003 tenant compte du domaine d'application. Elle ne mentionne pas explicitement l'obligation de fournir ces enregistrements au client, mais mentionne simplement « sur simple demande »                                                                   | L'entreprise doit conserver les preuves que le système qualité ainsi que les résultats de contrôles et d'essais pour prouver la conformité du produit. |
| 4.17. Audits qualité internes                                           | Dans la norme ISO 9003, ce paragraphe ne prend en compte que le domaine d'application de la norme. | L'entreprise doit auditer son système qualité afin de s'assurer du bon fonctionnement du système qualité |
| 4.18. Formation                                                         | Dans la norme ISO 9003, ce paragraphe ne concerne que les contrôles et essais finals. Elle ne demande de prendre en compte la formation initiale pour l'affection des taches, et ne demande d'identification des besoins. Elle ne demande de procédure écrite.                                               | L'entreprise doit identifier et mettre en place les moyens afin d'assurer la formation des personnes ayant une influence sur la qualité. |
| 4.19. Prestations associées                                             | Paragraphe absent de la norme ISO 9003, mais la numérotation est conservée afin de garder le parallèle avec la structure de la norme ISO 9001. | - |
| 4.20. Techniques statistiques                                           | Dans la norme ISO 9003, ce paragraphe ne concerne que les contrôles et essais finals. | L'entreprise doit identifier, mettre en œuvre et maîtriser les techniques statistiques permettant de s'assurer de la conformité du produit. |